# Artur Jerzy Spitzbarth
Artur Jerzy Spitzbarth (ur. 21 sierpnia 1891 w Warszawie, zm. wiosną 1940 w Charkowie) – polski architekt, porucznik artylerii rezerwy Wojska Polskiego, ofiara zbrodni katyńskiej.

## Życiorys
Był synem architekta Artura Ottona Spitzbartha i Aleksandry z Dunin-Borkowskich. Wychował się w domu przy ul. Foksal 15 w Warszawie, po ukończeniu gimnazjum męskiego wyjechał do Lwowa, gdzie studiował na tamtejszej Politechnice na Wydziale Mechanicznym, a następnie udał się do Zurychu, gdzie studiował architekturę.
Zarówno we Lwowie jak i w Zurychu należał do Związku Strzeleckiego, w 1914 znalazł się w Krakowie, gdzie wyruszył 6 sierpnia 1914 z Pierwszą Kompanią Kadrową w szeregach 3 plutonu walczył 13 sierpnia 1914 w bitwie pod Brzegami. Następnie w 1 pułku piechoty Legionów, uczestnik bitwy pod Kostiuchówką. W listopadzie 1918  uczestniczył w Warszawie w rozbrajaniu oddziałów niemieckich. 25 września 1919, jako podoficer byłych Legionów Polskich został mianowany z dniem 1 października tego roku podporucznikiem w artylerii. Podczas wojny polsko-bolszewickiej walczył w 8 pułku artylerii polowej. W 1921 został przeniesiony do rezerwy. 8 stycznia 1924 został zatwierdzony w stopniu porucznika ze starszeństwem z dniem 1 czerwca 1919 i 657. lokatą w korpusie oficerów rezerwy artylerii. Posiadał wówczas przydział w rezerwie do 8 pułku artylerii polowej w Płocku. W 1934, jako oficer rezerwy pozostawał w ewidencji Powiatowej Komendy Uzupełnień Warszawa Miasto III. Posiadał przydział do Oficerskiej Kadry Okręgowej Nr I. Był wówczas w grupie oficerów „powyżej 40 roku życia”.
Po zwolnieniu z wojska kontynuował przerwane studia we Lwowie, a po ich ukończeniu w 1927 zamieszkał w Sulejówku. Początkowo pracował jako konstruktor w Komisji Doświadczalnej Centrum Wyszkolenia Piechoty w Rembertowie, a następnie w Biurze Konstrukcyjnym Broni Pancernej w Warszawie. Po śmierci ojca Artura Ottona Spitzbartha przejął prowadzone przez niego biuro architektoniczne i kontynuował realizację jego projektów, a także sam projektował kamienice i domy jednorodzinne.
Podczas mobilizacji w sierpniu 1939 jako oficer rezerwy otrzymał przydział do 4 Batalionu Pancernego w Brześciu. Po agresji ZSRR na Polskę w nieznanych okolicznościach dostał się do niewoli sowieckiej i przebywał w obozie w Starobielsku. Wiosną 1940 został zamordowany przez funkcjonariuszy NKWD w Charkowie i pogrzebany w bezimiennej mogile zbiorowej w Piatichatkach, gdzie od 17 czerwca 2000 mieści się oficjalnie Cmentarz Ofiar Totalitaryzmu w Charkowie. Figuruje na Liście Starobielskiej NKWD pod poz. 3718.
Był dwukrotnie żonaty, pierwszą żoną była Maria z Rudzińskich, mieli troje dzieci: Jana, Irenę i Marię. Jako wdowiec ożenił się powtórnie z Heleną Borkowską, którą miał córkę Zofię, druga żona zmarła wkrótce po urodzeniu córki. Jego bratem był aktor Karol Spitzbarth używający pseudonimu scenicznego Karol Benda.

## Upamiętnienie
5 października 2007 minister obrony narodowej Aleksander Szczygło – decyzją nr 439/MON – mianował go pośmiertnie na stopień kapitana. Awans został ogłoszony 9 listopada 2007 w Warszawie, w trakcie uroczystości „Katyń Pamiętamy – Uczcijmy Pamięć Bohaterów”.

## Odznaczenia
- Medal Niepodległości – 25 lipca 1933[13]